# Joop den Uyl
Johannes Marten den Uijl (Hilversum, 1919. augusztus 9. – Amszterdam, 1987. december 24.) ismertebb nevén Joop den Uyl, holland munkáspárti politikus, közgazdász, író. Hollandia miniszterelnöke 1973 és 1977 között.

## Életrajza

### Korai évei
1919-ben született Hilversumben egy református családba. Édesapja boltos volt és kosárfonó volt. Den Uyl középiskolai tanulmányait 1931 és 1936 között a Hilversumben levő Keresztény Gimnáziumban folytatta. Érettségi után az Amszterdami Egyetem közgazdász hallgatója lett. Ez idő alatt hátat fordított az egyháznak. 1942-ben doktorandusz fokozatot kapott.

### Politikai pályafutásának kezdete
1946 és 1963 között a Munkáspárt think tankjénél a Wiardi Beckman Alapítványnál dolgozott.
1953-ban Amszterdami Közgyűlés képviselője lett, majd 1956-tól a Képviselőház tagja lett, . 1963-ban otthagyta a Képviselőházat, és az Amszterdami Közgyűlésben gazdasági ügyekért felelős képviselő lett. 1965-ben Jo Cals kormányának gazdasági minisztere lett. Minisztersége alatt az ő döntése nyomán záratták be a Limburgban található veszteségen üzemelő szénbányákat, ami miatt nagy lett a helyi munkanélküliség. 1967-ben a Munkáspárt frakcióvezetője lett a Képviselőházban.
Az 1972-es holland általános választáson a Munkáspárt listavezetőjeként indult. A választást a párt megnyerte szövetségben a balliberális 66-os demokratákkal és a baloldali kereszténydemokrata Radikálisok Politikai Pártjával, ám nem szerezték meg a kormánytöbbséget. Hosszú tárgyalások után a Den Uyl vezette kormánykoalícióba bekerült a Katolikus Néppárt és a Forradalomellenes Párt is.

## Miniszterelnök

### Olajválság és a Lockheed-botrány
A Den Uyl-kormány 1973. május 11-én lépett hivatalba. A kormányt számos nehézség sújtotta. Az 1973-as olajválság után Hollandia Izraelt támogatta a Jom kippuri háborúban. Ezeken túl kormányzása alatt a holland gazdaság nehéz helyzetbe került: Tízszeresére nőtt a költségvetési hiány, 10%-ra nőtt az infláció , duplájára nőtt a munkanélküliség.
Az olájár növekedése miatt a kormány bevezette az autómentes vasárnapot (autovrije dag).
Az 1976-ban kirobbant a Lockheed-ügy, amiben Bernát herceg - az uralkodó Julianna királynő férje - is érintett volt, kiderült, hogy a herceg 1,1 millió dollár kenőpénzt fogadott el a Lockheedtől az 1960-as években. 1974-ben ismét kenőpénzt kért Bernát herceg, akkoriban vásárolta meg Hollandia a Lockheed P-3 Orion vadászgépet. A parlament az ügyben vizsgálóbizottságot állított fel, aminek három tagja volt: André Donner az Európai Bíróság bírója , Marius Holtrop Holland Központi Bank elnöke és Harry Peschar a Holland Számvevőszék elnöke. A bizottság jelentését a Képviselőházban Den Uyl olvasta fel 1976-ban. A jelentés következtében Bernát hercegnek le kellett mondania az üzleti életben és a hadseregben betöltött rangjaiból, továbbá a nyilvánosság előtt a jövőben nem jelenhetett meg katonai egyenruhában.
Az ügy nyilvánosságra kerülése után a Képviselőházban Henk Vredeling honvédelmi miniszter javaslatára megszavazták, hogy a General Dynamics által gyártott F-16 Fighting Falcon vadászgépeket fogja a kormány vételezni. A kiadáscsökkentések miatt a kormány elállt a Lockheed P-3 Orion vételétől.
Az ügy miatt megromlott a viszony Den Uyl és a kereszténydemokrata párti igazságügy miniszter Dries van Agt között, akit számos esetben nem tájékoztattak a kormány aktuális döntéseiről és csak a sajtóból értesült róluk. Többek közt emiatt romlott meg a Munkáspárt és CDA között a viszony és belső ellentétek jelentek meg a kormányban. Ez a belső viszály is hozzájárult ahhoz, hogy az 1977-es választás után Den Uyl nem tudott kormányt alakítani.

### Szociális intézkedések
Ennek ellenére a kormány számos jóléti kiadásokat növeli intézkedéseket hozott. Megnövelték a szociális segélyt és a minimálbér összegét. 1974-ben az új oktatási törvénnyel lehetővé tették, hogy az iskola igazgatóknak nagyobb szabadsága legyen a tanterv létrehozásában. Ebben az évben tették lehetővé, hogy kiegészítő segélyt kapjanak azon munkanélküliek, akik alacsony fizetést nyújtó munkát vállalnak. Létrehozták 1975-ben az egyetemes alapon működő rokkantbiztosítást.
1976-ban új munkajogi törvény hoztak, ami a csoportos létszámleépítés menetét szabályozta. Az új törvény értelmében minden munkaadónak a csoportos létszámleépítési szándékát írásban volt köteles jeleznie az illetékes szakszervezetnek, a munkatanácsokat ebben az évben német mintának megfelelően megerősítették. Ebben az évben új törvény hoztak azon munkanélküliek esetében, akik betöltötték 60. életévüket és a munkanélküli segélyekkel visszaéltek.

### 1977-es vasúti túszejtés
1977. május 23-án az Assen-Groningen expressz járatát túszul ejtik malukui terroristák, akik tettükkel a Dél-Malukui Köztársaság függetlenségét követelték. A túszejtés beárnyékolt a választást is, ami május 25-én volt megtartva.  A túszejtés június 11.-én ért véget, amikor is a hosszas tárgyalások nem voltak eredményesek. Emiatt a tengerészgyalogságot vettet be a kormány a miniszterelnök és Dries van Agt igazságügy miniszter döntése nyomán.

## Fordítás
- Ez a szócikk részben vagy egészben  a   Joop den Uyl című angol Wikipédia-szócikk ezen változatának fordításán alapul.  Az eredeti cikk szerkesztőit annak laptörténete sorolja fel. Ez a jelzés csupán a megfogalmazás eredetét és a szerzői jogokat jelzi, nem szolgál a cikkben szereplő információk forrásmegjelöléseként.